# بني تميم (تمساوت)
بني تميم هي إحدى مشيخات المملكة المغربية، تتبع جغرافيا لإقليم الحسيمة وإداريًا لتمساوت. يقدر عدد سكانها بـ 5,999 نسمة حسب الإحصاء الرسمي للسكان والسكنى لسنة 2004.